# Cattedrale di Sant'Elia
La Cattedrale di Sant'Elia (in arabo كاتدرائية القدّيِس الياس‎?) è una chiesa cattolica maronita situata nell'antico quartiere cristiano (odierno Al-Jdayde) di Aleppo, in Siria. L'edificio fu costruito nel 1873 sui resti di una precedente Chiesa maronita, e fu di nuovo rinnovato nel 1914.

## Storia
L'area attuale era occupata da una Chiesa precedente il XV secolo, che fu menzionata da Pietro Della Valle nel 1615 come parte di un complesso del nuovo quartiere di Jdeydeh, formato dalla Chiesa armena dei Quaranta Martiri, la Chiesa Armena della Santa Madre di Dio (Tesoro zaheriano) e la Chiesa della Dormizione di Nostra Signora..
L'edificio del 1873 presenta una facciata con una torre campanaria, e una cupola sul lato orientale, sorretta da colonne di colore giallo e da un portale in marmo. La cupola fu radicalmente modificata nel 1914, durante l'episcopato di Michael Akhras. Per la prima volta nella storia architettonica di Aleppo, il cemento fu impiegato come materiale edilizio, con la supervisione di alcuni periti belgi. L'orologio che rintocca ogni cinquantacinque minuti fu spostato nella torre.
Di fronte all'ingresso principale, nel 1932 fu eretta una statua per commemorare l'arcivescovo e poeta Germanos Farhat (1670–1732) in occasione del 200º anniversario dalla morte, in ricordi dei suoi sforzi per la creazione della biblioteca maronita di Aleppo, che ospita antichi manoscritti di pregio. Da allora, l'area circostante l'edificio assunse il nome di Piazza Farhat.
La Cattedrale è stata ripetutamente oggetto di attacchi nel 2012 e nel 2016, durante la guerra civile siriana.

A seguito della vittoria dell'esercito nazionale sui ribelli, la Chiesa poté essere riaperta alla fine del 2016, dopo quattro anni di abbandono e in tempo per le celebrazioni del Santo Natale.

## Galleria d'immagini

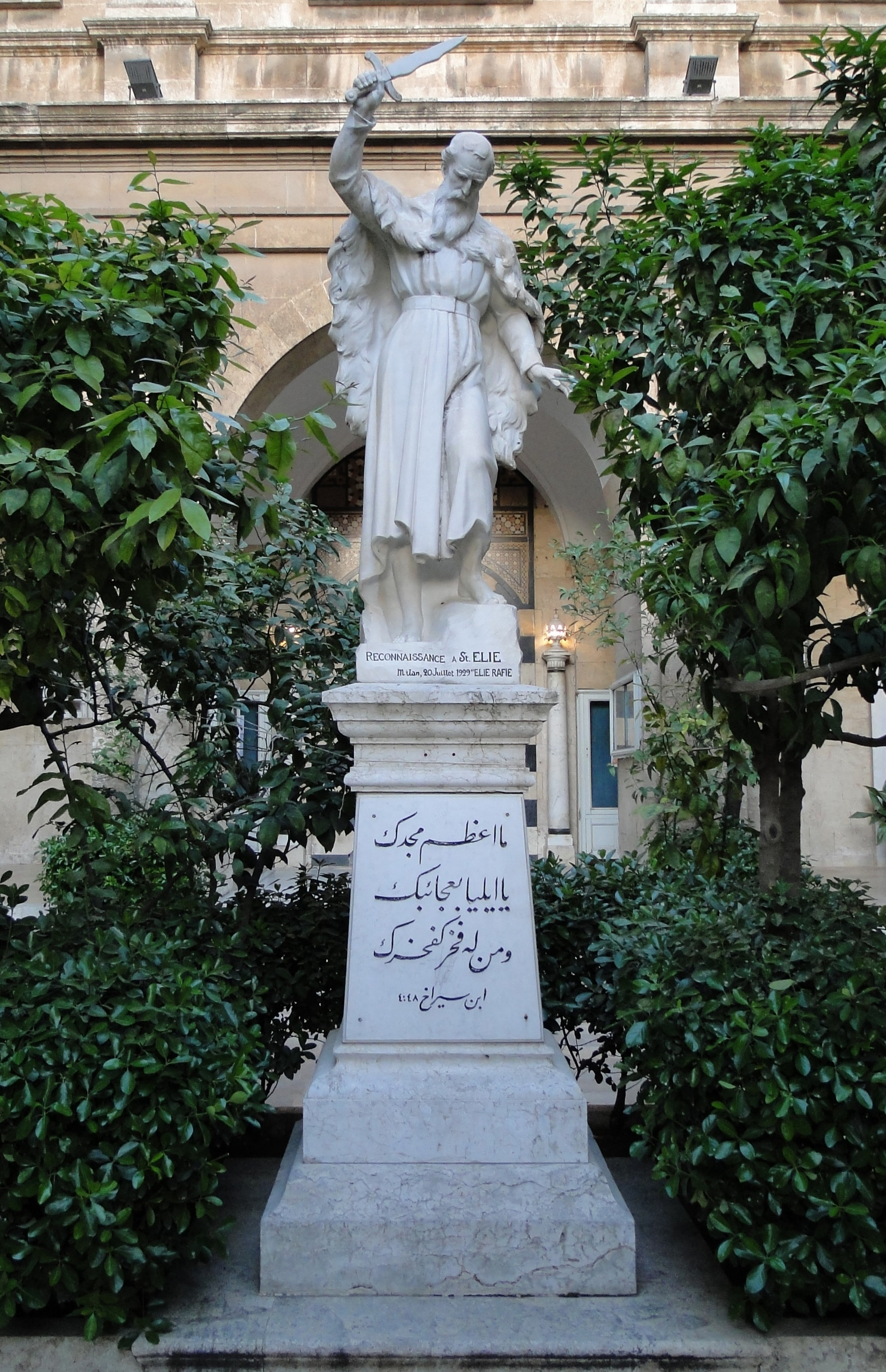
La statua di Sant'Elia nel sagrato della Chiesa
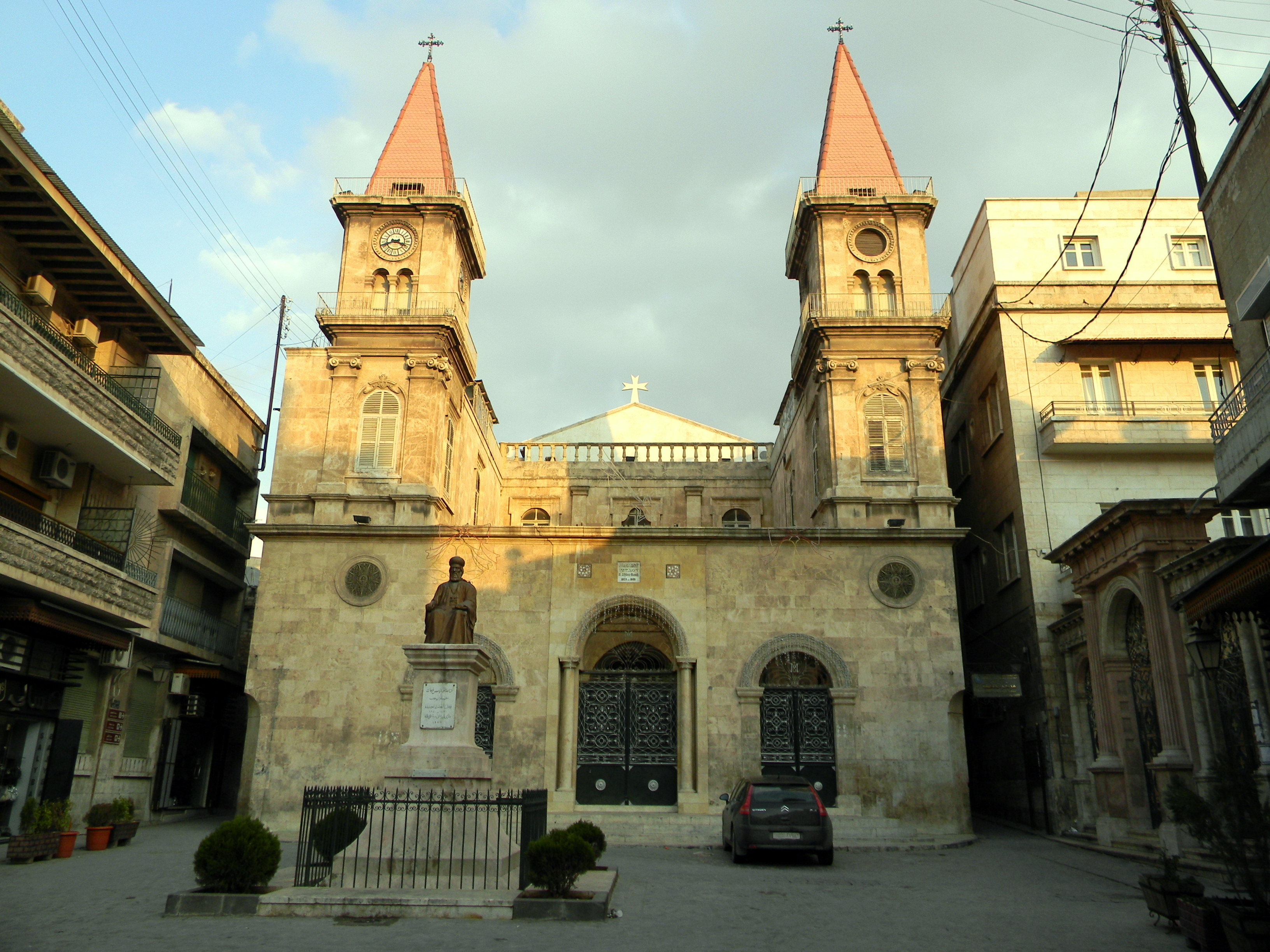
Piazza Farhat e la statua dell'arcivescovo Germanos